# Cerkiew Przemienienia Pańskiego w Zdzięciole (drewniana)
Cerkiew Przemienienia Pańskiego – prawosławna cerkiew parafialna w Zdzięciole na Białorusi, w dekanacie zdzięcielskim eparchii nowogródzkiej Egzarchatu Białoruskiego Patriarchatu Moskiewskiego. Zbudowana w 1900.
Cerkiew znajduje się w sąsiedztwie soboru Świętych Nowomęczenników i Wyznawców Cerkwi Ruskiej.

## Architektura

### Wygląd zewnętrzny[3]
- Budowla drewniana, w stylu bizantyjsko-rosyjskim, orientowana, na planie prostokąta.
- Cerkiew przypomina kształtem dom zwieńczony szczytem, posiada dach dwuspadowy w kolorze niebieskim, a nad częścią nawową – małą niebiesko-białą kopułkę zwieńczoną złoconym krzyżem. Ściany świątyni pomalowane na biało, belki na skrzydłach pomiędzy oknami pomalowane na niebiesko. Fasada zawiera małą dzwonnicę z gankiem. Na ścianie ganku – dwa okna. Cerkiew liczy ok. 10 okien. Świątynia ma jedną apsydę większą i dwie mniejsze kryte dachami jednospadowymi.

### Wnętrze
- W cerkwi mieści się dwurzędowy ikonostas prawdopodobnie z przełomu XIX i XX w.
- Cerkiew nie posiada wystawionych dla publicznego kultu relikwii. Znajduje się w niej natomiast Golgota, kioty, ikony i inne typowe elementy wyposażenia.